# Stella Roman
Stella Roman (născută Florica Viorica Alma Stela Blașu, 23 august 1904, Cluj - 12 februarie 1992, New York) a fost o soprană română a cărei carieră s-a desfășurat pe cele mai importante scene din Italia și Statele Unite.

## Biografie
Stella Roman s-a născut la Cluj, Austro-Ungaria. A studiat canto timp de opt ani înaintea debutului concertistic din Cluj, orașul natal. După debutul ei la București a câștigat o bursă de studii în Italia cu marea interpretă veristă Giuseppina Baldassare - Tedeschi, despre care spunea mai târziu: "stilul ei nu mi se potrivea". A continuat studiile cu Hariclea Darclée (prima interpretă a rolului titular din Tosca în anul 1900), fiind mult mai fericită sub îndrumarea ei: "m-a învățat valoarea fiecărui cuvânt și a fiecărei fraze".
Debutul ei într-o sală de operă s-a produs la Bologna în anul 1934 în rolul Magdalena din Andrea Chénier (alte surse menționând debutul ei la Piacenza în 1932). A cântat Tosca la Teatro di San Carlo în Napoli, începând lunga ei colaborare cu tenorul Giacomo Lauri-Volpi. În anul 1937 i-a fost oferit un contract pe trei ani la Opera din Roma de către Tullio Serafin, făcându-și imediat debutul în Aida de Giuseppe Verdi.
Tot cu Aida a debutat și la Metropolitan Opera din New York în anul 1941, continuând să cânte acolo pe parcursul anilor '40 în repertoriul italian: Trubadurul, Otello, Bal mascat, Cavalleria rusticana, La Gioconda, Tosca, Boema ș.a. A împărțit deseori aceste roluri la Met cu Zinka Milanov. A părăsit Metropolitan-ul în 1951 odată cu sosirea lui Rudolph Bing ca director general. La Metropolitan a cântat 126 de spectacole, apărând în 13 roluri pe parcursul celor 10 stagiuni (dintre toți soliștii de operă pe care i-a avut România ea a cântat cele mai multe spectacole la Metropolitan). A cântat de asemenea la San Francisco, Cincinnati, deseori în Brazilia, Cuba, Mexic și Puerto Rico iar în Europa la Florența, Berlin, Salzburg și în multe alte orașe importante.
Stella Roman s-a bucurat de o relație specială cu Richard Strauss, care a ales-o să cânte rolul Împărătesei în premiera italiană a operei Die Frau ohne Schatten la Scala din Milano în anul 1940. Mai târziu l-a vizitat pe Strauss la Pontresina în anul 1948 pentru a studia cu el Ultimele Patru Cântece și rolul Marschallin din Cavalerul Rozelor. Cu rolul Marschallin și-a încheiat cariera la teatrul San Carlo din Napoli. S-a retras în 1953 după a doua căsătorie; cariera ei a adunat 19 ani.
Vocea sa a fost admirată pentru calitatea căldurii lirice și pentru abilitatea unor pianissime pe note înalte și a climaxului vibrant, dar s-a spus despre tehnica sa că ar fi fost neortodoxă și uneori 'eretică'.
După retragerea de pe scenă a început să picteze, lucrările ei fiind expuse. A murit la vârsta de 87 de ani la New York.

## Discografie
Câteva dintre spectacolele de la Metropolitan Opera au fost înregistrate. Dintre înregistrările Stellei Roman, în ordine cronologică:
- Giuseppe Verdi - Otello - Stella Roman, Giovanni Martinelli, Lawrence Tibbett, Alessio de Paolis, George Cehanovsky; Metropolitan Opera, dirijor Ettore Panizza; (live, 18 ianuarie 1941)
- Pietro Mascagni - Cavalleria rusticana - Stella Roman, Leonard Warren, Frederik Jagel; Metropolitan Opera, dirijor Ferruccio Caluso; (live, 1 februarie 1941)
- Giuseppe Verdi - Aida - Stella Roman, Bruna Castagna, Giovanni Martinelli, Leonard Warren, Ezio Pinza; Metropolitan Opera, dirijor Ettore Panizza; (live, 22 martie 1941)
- Giuseppe Verdi - Bal mascat - Stella Roman, Bruna Castagna, Giovanni Martinelli; Metropolitan Opera, dirijor Ettore Panizza; (live, 28 februarie 1942)
- Giuseppe Verdi - Forța destinului - Stella Roman, Ira Petina, Frederick Jagel, Lawrence Tibbett, Ezio Pinza, Salvatore Baccaloni; Metropolitan Opera, dirijor Bruno Walter; (live, 23 ianuarie 1943)
- Giuseppe Verdi - Trubadurul - Stella Roman, Elisabeth Carron, Kerstin Thorborg, Frank Valentino, Nicola Moscona; Metropolitan Opera, dirijor Cesare Sodero; (live, 13 martie 1943)
- Giuseppe Verdi - Otello - Stella Roman, Torsten Ralf, Leonard Warren; Metropolitan Opera, dirijor George Szell; (live, 23 februarie 1946)
- Giuseppe Verdi - Aida - Stella Roman, Sylvia Sawyer, Gino Sarri, Antonio Manca-Serre, Vittorio Tatozzi, Franco Pugliese; Opera din Roma, dirijor Alberto Paoletti; (1950)
- Giuseppe Verdi - Trubadurul - Stella Roman, Sylvia Sawyer, Gino Sarri, Antonio Manca-Serre, Vittorio Tatozzi; Opera din Roma, dirijor Luigi Ricci; (1950)

Stella Roman a spus că a făcut mai multe înregistrări de cântece populare românești cu George Enescu, dar nu se știe exact unde au fost realizate.